# Ulrich Ebbecke
Ulrich Ebbecke (* 29. Dezember 1883 in Gammertingen; gest. 22. Februar 1960 in Bonn) war ein deutscher Mediziner, Physiologe und Hochschullehrer.

## Leben und Werk
Geboren auf der Schwäbischen Alb, wo sein Vater Julius Ebbecke in dem hohenzollerischen Oberamtsstädtchen Gammertingen als preußischer Amtsrichter tätig war, legte Ulrich Ebbecke nach dem Schulbesuch an den wechselnden Dienstorten des Vaters 1902 am Joachimsthalschen Gymnasium in Berlin die Hochschulreife ab. Es folgte ein Medizinstudium in München, Berlin, Straßburg und Kiel. Nach der ärztlichen Staatsprüfung in Straßburg (1907), der Promotion in Kiel (1909) und einer Assistenzarztzeit in Halle und München fuhr Ebbecke 1910 bis 1912 als Schiffsarzt zur See, zumeist in Fernost. Anschließend begann er eine physiologische Ausbildung in Berlin, Straßburg und Göttingen, wo sich Ebbecke 1913 als Assistent von Paul Jensen (1868–1952) habilitierte. Im Ersten Weltkrieg diente er als Bataillonsarzt. Nach dem Krieg wurde Ebbecke Professor an der Universität Göttingen; 1924 erhielt er einen Ruf nach Bonn. Zugleich wurde er zum Direktor des Physiologischen Instituts ernannt, dem er bis zu seinem 70. Lebensjahr vorstand. 1930 und 1947 war Ebbecke Vorstand der Deutschen Physiologischen Gesellschaft, 1932 wurde er zum Mitglied der Leopoldina gewählt, später zum Mitglied der Royal Society of Medicine in London. Zu seinem 75. Geburtstag wurde ihm das Große Bundesverdienstkreuz verliehen.
Die wissenschaftlichen Arbeitsfelder Ebbeckes waren vielgestaltig und fanden ihren Niederschlag in fast 180 Einzelveröffentlichungen. Seine „kontemplative Physiologie“ wurde vor allem aus der genauen Beobachtung von Phänomenen an der „Nahtstelle zwischen Subjekt und Objekt“ gewonnen (Schaefer 1961, S. 42). Wie der Forscher war auch der akademische Lehrer ein überzeugter Verfechter der analytischen Beobachtung von Sinneseindrücken, der sich in vieler Hinsicht gegen jeweils aktuelle Zeitströme stellte, nicht zuletzt auch im Hinblick auf die herrschenden politischen Umstände während der NS-Zeit.
Der polyglotte, vielseitig interessierte Ebbecke war ein musisch begabter Mensch; er spielte hervorragend Cello, schrieb Gedichte. Seit 1916 war er mit der Malerin Hela Peters verheiratet; der Ehe entsprangen vier Kinder.

## Veröffentlichungen (Auswahl)
- Trauma und Syringomyelie. Fiencke, Kiel 1907 (Diss. Univ. Kiel 1909).
- Die Kortikalen Erregungen. Eine Studie über Seelenleben und Zellenleben. Barth, Leipzig 1919.
- Anatomie und Physiologie der Capillaren. J. Springer, Berlin 1924.
- Handbuch der normalen und pathologischen Physiologie. Band 12: (Receptionsorgane, Photoreceptoren), bearb. von R. Dittler,  U. Ebbecke, E. Engelking. J. Springer,  Berlin 1929.
- Einfache Gesetzmäßigkeiten des Nervenlebens. Scheur, Bonn 1943.
- Johannes Müller, der große rheinische Physiologe. Scheur, Bonn 1944.
- Der Schmerz als Reflexempfindung und Affekt. J. Springer, Berlin 1947.
- Schüttelfrost in Kälte, Fieber und Affekt. J. Springer, Berlin 1948.
- Sind Reflexe und Verhaltensweisen des Menschen zu trennen? Umschau-Verlag, Frankfurt/M. 1952.
- Reflex und Verhaltensweise, Reflexempfindung und Gefühl. J. Springer, Berlin 1952.
- Entstehung und Anwendung der aus dem Blutplasma hergestellten Fibrinpräparate, insbesondere des Fibrinschaums (Fibrospum). Nordmark-Werke, Uetersen/Holst. 1952.
- Angeborene Verhaltensweisen des Menschen. Thieme, Stuttgart 1955.
- Albrecht Bethe. J. Springer, Berlin 1955.
- Wirklichkeit und Täuschung. Vom richtigen und falschen Sehen. Vandenhoeck & Ruprecht, Göttingen 1956.
- Physiologie des Bewusstseins in entwicklungsgeschichtlicher Betrachtung. Thieme, Stuttgart 1959.